# Avenida Casanova
Avenida Casanova es el nombre que recibe una arteria vial localizada en el Municipio Libertador y en el Municipio Chacao de la Gran Caracas al este del Distrito Metropolitano de Caracas y al centro norte del país sudamericano de Venezuela. La Avenida Casanova forma parte del distrito financiero Sabana Grande.

## Descripción

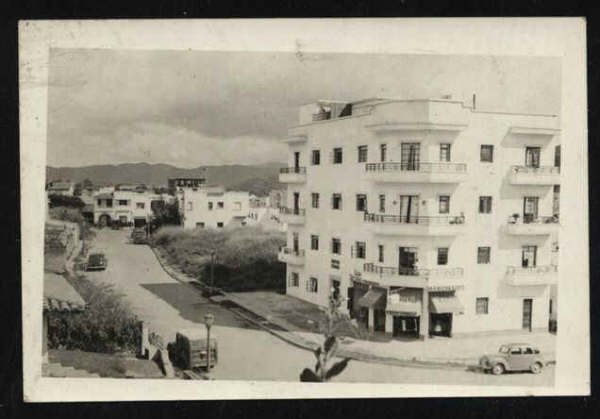
Vista de la avenida en 1947

Se trata de una vía de transporte carretero que conecta el Paseo Colón cerca de Plaza Venezuela con la Avenida Tamanaco y la Avenida Pichincha a la Altura del Edificio Blandín. En su recorrido también está vinculada a la Avenida Guaicaipuro, la Calle Chacaíto, Avenida Baruta, Calle Humboldt, Avenida Santos Erminy, Calle Baldo, Calle Borges, Calle Coromoto, Calle Negrín, Calle El Recreo, Calle Unión, Calle Villaflor, Calle El Colegio, Calle San Antonio, Avenida las Acacias, Calle Olimpo, entre otras.
Entre los puntos de interés que destacan en sus alrededores se pueden citar la ya referida Plaza Venezuela, el Centro Comercial El Recreo, el SEBIN, la Urbanización Los Caobos (Plaza Venezuela), la Urbanización San Antonio de Sabana Grande, la Urbanización Sabana Grande, la Urbanización Bello Monte, la Urbanización El Rosal, el Hotel Atlántida, el Centro Empresarial del Este del arquitecto Romero Gutiérrez, el Centro Comercial Cediaz, la Torre Banhorient, el Centro Comercial del Este, el Hotel Kursaal, la Torre Banco Plaza, el Colegio Nuestra Señora de Guadalupe, el Edificio Don Fernando, el Edificio Inca, el Hotel Mari, el Edificio El Taladro, el Edificio Centro Torre Nova, el Centro Médico Integra, entre otros.
Esta avenida culmina en el sector El Rosal del municipio Chacao, justo en el punto donde comienza la Avenida Tamanaco.